# Parathoracaphis gooti
Parathoracaphis gooti är en insektsart. Parathoracaphis gooti ingår i släktet Parathoracaphis och familjen långrörsbladlöss. Inga underarter finns listade i Catalogue of Life.